# Wodorki
Wodorki, dawniej wodorodki (od dawnej nazwy wodoru: wodoród) – związki chemiczne wodoru z innymi pierwiastkami.

## Rodzaje
Istnieją cztery rodzaje wodorków:
- wodorki typu soli, czyli związki tworzące sieci jonowe, powstają w wyniku reakcji wodoru z litowcami i berylowcami (oprócz berylu i magnezu) w podwyższonej temperaturze. Zawierają jony wodorkowe H−; w reakcji z wodą wydzielają wodór.
  - przykłady: wodorek sodu – NaH, wodorek wapnia – CaH2
- wodorki metaliczne, czyli produkty syntezy wodoru z metalami bloków d i f
- wodorki kowalencyjne, czyli produkty reakcji syntezy wodoru z niemetalami, wodorki kowalencyjne mogą mieć różny charakter
  - przykłady: CH4, SiH4, NH3, PH3, H2O, H2S, HF, HCl
- wodorki międzywęzłowe, czyli ciała stałe składające się z sieci krystalicznej z wbudowanymi w przestrzenie międzywęzłowe atomami wodoru. Połączenia te są niestechiometryczne.
  - przykłady: PdHx